# フィンガーシフト

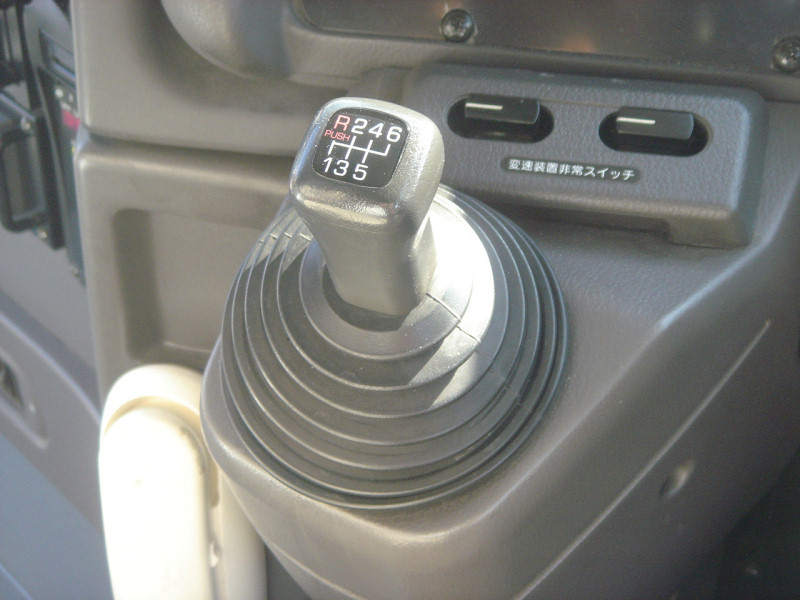
フィンガーシフト式レバーの一例
（三菱ふそう・エアロキング）

フィンガーシフトとは、自動車の運転席横に設けられているごく短いシフトレバー。大型バスなどに採用されるものでフィンガーシフトコントロールの略称である。
電気信号のスイッチで、油圧または圧縮空気で変速機が操作される。

## 概要
商用車においては、主にバスに1984年頃から電磁エア式のマニュアルトランスミッションが普及し始めた。リアエンジンバスの場合、床下のシフトリンケージが長くならざるを得ず、変速には大きな操作力とストロークを要し、シフトフィールも良くなかったため、ドライバーの疲労軽減とシフトミス防止のため、電磁エア式の変速機構が開発された。
この方式は、シフトアンドセレクトフォークをエアアクチュエーターで動作させるだけであり、トランスミッション内部は従来のままである。変速とクラッチ断続もドライバーの任意操作（マニュアル）となるため、セミオートマチックではない。あくまでドライブ・バイ・ワイヤのマニュアルトランスミッションであり、もちろん自動変速が可能であるいすゞのNAVi5などとも異なる。ただし、車速、エンジン回転数、トランスミッション入出力軸の回転数はセンシングされており、エンジンブロー防止のため無理な変速操作ができない制御となっている。
4メーカー全てが当初はオプション扱いで設定したが、観光バスではスーパーハイデッカーと2階建てバスの多くで標準装備、路線バスでは低床車が普及し始めた1995年頃から標準設定されるようになる。特に床下にシフトリンケージを通すスペースのないノンステップバスや2階建てバス、運転席と客席の間の段差が大きいスーパーハイデッカーでマニュアルトランスミッションが設定されている場合、この電磁エア式トランスミッションは必須の装備となる。
かつては多くの車種で標準設定されていたが、2010年代からオートマチックトランスミッションやセミオートマチックトランスミッションへの移行が進み、2018年7月現在で設定されているバス車種は日野・セレガリミテッドエディション/いすゞ・ガーラHD-VPの2ブランド1車種のみである。

## 名称
名称については商品名で呼び習わされており、メーカーごとに呼び方が異なっている。
- FFシフト/FFS（日野自動車、Feather-touch Finger Shift）
- ACT（いすゞ自動車、Air Control Transmission）
- FTC（UDトラックス（旧:日産ディーゼル）、Finger Touch Control）
- FCT（三菱ふそう、Finger Control Transmission）
  - 日野といすゞのバス車両は、ジェイ・バス統合モデルに関しては開発元の商品名で呼び習わされる（例:日野・セレガ・いすゞ・ガーラ  - FFシフト、いすゞ・エルガ・日野・ブルーリボンII - ACT）。

## 操作時の注意
ドライバーの変速操作に対して作動は若干のタイムラグが発生すること、クラッチを完全に切った状態でないと操作を受けつけないことなどから、操作には若干の慣れを要する。
また、作動用のエアがないとシフトチェンジ動作できないため、ギアを入れたままエンジンを停止し、その後エアの圧力が低下するとギアをニュートラルにすることができず、エンジンが再始動できなくなるおそれがある。このため、基本的にはエンジンを停止する際に必ずニュートラルに戻す必要がある。クラッチペダルを完全に踏み込める程度のエア圧低下であれば、クラッチペダルを完全に踏み込んだ状態でエンジンを始動し、エアを加圧した後にギアをニュートラルに戻す。クラッチペダルを完全に踏み込めない程度のエア圧低下であれば、後輪内側のタイヤからエアを補給する。
通常のロッドタイプとは違い、シフトレバーとトランスミッションが機械的につながっていないため、そのままではギアが入ったことをレバーの操作感からはつかめない。このため、シフトレバー内部には反力発生装置（通常エアシリンダが用いられている）があり、ギアが入るまでレバーを逆方向に押し返すことで通常のマニュアルトランスミッションに近い操作感覚が得られるよう工夫されている。日野車といすゞ車は、シフトチェンジ時にシフトレバーおよび後部トランスミッション付近からエアーの大気開放音、三菱ふそう車では操作時にシフトノブから「カチッ」という機械音および後部から圧縮空気の大気開放音がする。
また、ニュートラルを含む現在のギアポジションが速度計付近に表示される。
路線バス車両に関しては、2012年（平成24年）7月施行の「新ワンマンバス構造要件」適合車は、ギアをニュートラルに入れた状態でないと中扉を開閉することができないほか、中扉を閉めた後に走行ギアに入れる際は、クラッチペダルの踏み込みが浅いと警告音が鳴るようになっている。
日本の4メーカーとも、基本はボッシュ（旧自動車機器）のシステムを用いており、シフトノブの形状などは若干の差があるものの、故障時に電磁弁をシーケンス制御してシフトを行うスイッチを含め、同じような操作システムとなっている。
シフトチェンジする際に回転数が合わないギアに無理に入れようとすると、オーバーレブによるエンジンブロー防止のためシフトチェンジ自体がキャンセルされ、ニュートラルに入る仕組みとなっている。2016年に発生した軽井沢スキーバス転落事故では、運転手がこの仕組みに慣れていなかったことが事故の一因として指摘された。